# Gran Premio de Austria de Motociclismo de 1976
El Gran Premio de Austria de Motociclismo de 1976 fue la segunda prueba de la temporada 1976 del Campeonato Mundial de Motociclismo. El Gran Premio se disputó el 2 de mayo de 1976 en el circuito de Salzburgring.

## Resultados 500cc
La prueba grande del día, vio el triunfo de Barry Sheene, que marchó en cabeza desde el principio al fin. La prueba constituyó un rotundo éxito para las Suzuki que coparon los primeros puestos de la clasificación, puesto que Johnny Cecotto con su Yamaha se vio obligado a retirarse por avería, lo mismo que Giacomo Agostini. El segundo puesto fue para el nuevo fenómeno y revelación de la temporada, el italiano Marco Lucchinelli, de 22 años. El finlandés Teuvo Länsivuori, que terminó en cuarto lugar, fue descalificado por aprovisionamiento antirreglamentario.
| Pos.     | Piloto             | Equipo    | Tiempo        | Pts. |
| -------- | ------------------ | --------- | ------------- | ---- |
| 1        | Barry Sheene       | Suzuki    | 1h 01' 21" 76 | 15   |
| 2        | Marco Lucchinelli  | Suzuki    | +13" 40       | 12   |
| 3        | Phil Read          | Suzuki    | +19" 31       | 10   |
| 4        | Michel Rougerie    | Suzuki    | +1' 05" 06    | 8    |
| 5        | Stu Avant          | Suzuki    | +1' 13" 88    | 6    |
| 6        | Giacomo Agostini   | MV Agusta | +1' 15" 19    | 5    |
| 7        | Víctor Palomo      | Yamaha    | +1 Vuelta     | 4    |
| 8        | Jack Findlay       | Suzuki    | +1 Vuelta     | 3    |
| 9        | Karl Auer          | Yamaha    | +1 Vuelta     | 2    |
| 10       | Alex George        | Yamaha    | +2 Vueltas    | 1    |
| 11       | Helmut Kassner     | Suzuki    | +2 Vueltas    |      |
| 12       | Tom Herron         | Yamaha    | +2 Vueltas    |      |
| 13       | Boet van Dulmen    | Yamaha    | +2 Vueltas    |      |
| 14       | Hans Stadelmann    | Yamaha    | +2 Vueltas    |      |
| 15       | Dieter Braun       | Suzuki    | +2 Vueltas    |      |
| 16       | Max Wiener         | Yamaha    | +2 Vueltas    |      |
| 17       | Børge Nielsen      | Yamaha    | +3 Vueltas    |      |
| 18       | Olivier Chevallier | Yamaha    | +3 Vueltas    |      |
| 19       | Michael Schmid     | Yamaha    | +3 Vueltas    |      |
| 20       | Peter Baláž        | Yamaha    | +4 Vueltas    |      |
| 21       | Siegfried Mayr     | Yamaha    | +4 Vueltas    |      |
| 22       | Philippe Chaltin   | Yamaha    | +7 Vueltas    |      |
| Ret      | Johnny Cecotto     | Yamaha    | Ret           |      |
| Ret      | Pat Hennen         | Suzuki    | Ret           |      |
| Ret      | John Williams      | Suzuki    | Ret           |      |
| Ret      | Philippe Coulon    | Suzuki    | Ret           |      |
| Ret      | Wil Hartog         | Suzuki    | Ret           |      |
| Ret      | John Dodds         | Yamaha    | Ret           |      |
| Ret      | Bruno Kneubühler   | Yamaha    | Ret           |      |
| Ret      | Armando Toracca    | Suzuki    | Ret           |      |
| DSQ      | Takazumi Katayama  | Yamaha    | DSQ           |      |
| DSQ      | Teuvo Länsivuori   | Suzuki    | DSQ           |      |
| Sources: |                    |           |               |      |

## Resultados 350cc
En 350cc, Giacomo Agostini volvió a tener mala suerte. Después de hacer una excelente salida y seguir de cerca al líder de la carrera, el venezolano Johnny Cecotto, su MV Augusta lo dejó tirado en la decimotercera vuelta, dando la victoria al piloto sudamericano. El italiano Walter Villa y el australiano John Dodds completaron el podio.
| Pos. | Piloto              | Moto            | Tiempo     | Pts. |
| ---- | ------------------- | --------------- | ---------- | ---- |
| 1    | Johnny Cecotto      | Yamaha          | 51' 18" 83 | 15   |
| 2    | Walter Villa        | Harley-Davidson | +8" 15     | 12   |
| 3    | John Dodds          | Yamaha          | +37" 31    | 10   |
| 4    | Leif Gustafsson     | Yamaha          | +46" 61    | 8    |
| 5    | Dieter Braun        | Morbidelli      | +51" 97    | 6    |
| 6    | Tom Herron          | Yamaha          | +56" 56    | 5    |
| 7    | Olivier Chevallier  | Yamaha          | +56" 80    | 4    |
| 8    | Chas Mortimer       | Maxton-Yamaha   | +1' 06" 67 | 3    |
| 9    | Patrick Pons        | Yamaha          | +1' 06" 98 | 2    |
| 10   | Gianfranco Bonera   | Harley-Davidson | +1' 13" 80 | 1    |
| 11   | Bruno Kneubühler    | Yamaha          | +1' 16" 91 |      |
| 12   | Paolo Tordi         | Yamaha          | +1' 21" 87 |      |
| 13   | Víctor Palomo       | Yamaha          | +1' 27" 32 |      |
| 14   | Franco Uncini       | Yamaha          | +1' 28" 65 |      |
| 15   | Jean-François Baldé | Yamaha          | +1 Vuelta  |      |
| 16   | Philippe Coulon     | Yamaha          | +1 Vuelta  |      |
| 17   | Jack Findlay        | Yamaha          | +1 Vuelta  |      |
| 18   | Hans Müller         | Yamaha          | +1 Vuelta  |      |
| 19   | Børge Nielsen       | Yamaha          | +1 Vuelta  |      |
| 20   | Hans Stadelmann     | Yamaha          | +1 Vuelta  |      |
| 21   | Philippe Chaltin    | Yamaha          | +1 Vuelta  |      |
| 22   | Max Wiener          | Yamaha          | +2 Vueltas |      |
| Ret  | Takazumi Katayama   | Yamaha          | Ret        |      |
| Ret  | Giacomo Agostini    | MV Agusta       | Ret        |      |
| Ret  | Tapio Virtanen      | MZ              | Ret        |      |
| Ret  | Gérard Choukroun    | Yamaha          | Ret        |      |
| Ret  | Alex George         | Yamaha          | Ret        |      |
| Ret  | Pentti Korhonen     | Yamaha          | Ret        |      |
| DSQ  | Boet van Dulmen     | Yamaha          | DSQ        |      |

## Resultados 125cc
En el octavo de litro, las Morbidelli se mostraron intratables en este inicio de temporada. Los italianos Pier Paolo Bianchi y Paolo Pileri sacaron más de un minuto respecto al tercer clasificado, el también trasalpino Otello Buscherini.
| Pos. | Piloto             | Moto       | Tiempo     | Pts. |
| ---- | ------------------ | ---------- | ---------- | ---- |
| 1    | Pier Paolo Bianchi | Morbidelli | 48' 11" 98 | 15   |
| 2    | Paolo Pileri       | Morbidelli | +36" 69    | 12   |
| 3    | Otello Buscherini  | Malanca    | +1' 08" 04 | 10   |
| 4    | Ángel Nieto        | Bultaco    | +1 Vuelta  | 8    |
| 5    | Xaver Tschannen    | Maico      | +2 Vueltas | 6    |
| 6    | Johann Zemsauer    | Rotax      | +2 Vueltas | 5    |
| 7    | Hans-Jürgen Hummel | Yamaha     | +3 Vueltas | 4    |
| 8    | Hans Müller        | Yamaha     | +3 Vueltas | 3    |
| 9    | Peter Frohnmeyer   | Nava-DRS   | +3 Vueltas | 2    |
| 10   | Werner Schmied     | Rotax      | +3 Vueltas | 1    |
| 11   | Ulrich Graf        | Yamaha     | +3 Vueltas |      |
| 12   | Hans Prähauser     | Yamaha     | +4 Vueltas |      |
| 13   | Peter Szabó        | MZ         | +4 Vueltas |      |
| 14   | János Reisz        | Yamaha     | +5 Vueltas |      |
| Ret  | Eugenio Lazzarini  | Morbidelli | Ret        |      |
| Ret  | Cees van Dongen    | Morbidelli | Ret        |      |
| Ret  | Matti Matikainen   | Maico      | Ret        |      |
| Ret  | Auno Hakala        | Yamaha     | Ret        |      |
| Ret  | Matti Kinnunen     | Yamaha     | Ret        |      |
| Ret  | Hans Hallberg      | Yamaha     | Ret        |      |
| Ret  | Anton Mang         | Morbidelli | Ret        |      |
| Ret  | Heinz Pristavnik   | Yamaha     | Ret        |      |
| Ret  | Michael Fahrmeier  | Yamaha     | Ret        |      |
| Ret  | Franz Leitner      | Yamaha     | Ret        |      |